# Tűzhal
A tűzhal (Pterois antennata) a sugarasúszójú halak (Actinopterygii) osztályának skorpióhal-alakúak (Scorpaeniformes) rendjébe, ezen belül a skorpióhalfélék (Scorpaenidae) családjába tartozó, és a tűzhalak (Pterois) nembe sorolt faj.

## Előfordulása
Az Indiai-óceánban és a Csendes-óceán nyugati részén őshonos. A tűzhal előfordulhat 2-50 méteres mélységben.

## Megjelenése
Legfeljebb 20 centiméteres nagyságúra nő meg. A testéből kiálló antennaszerű tüskéinek a szúrása mérgező.

## Életmódja
Éjszaka aktív, nappal elrejtőzik a lagúnák szirtjeinek rejtekében. Táplálékát garnélarákok és sziklarákok adják.

## Galéria

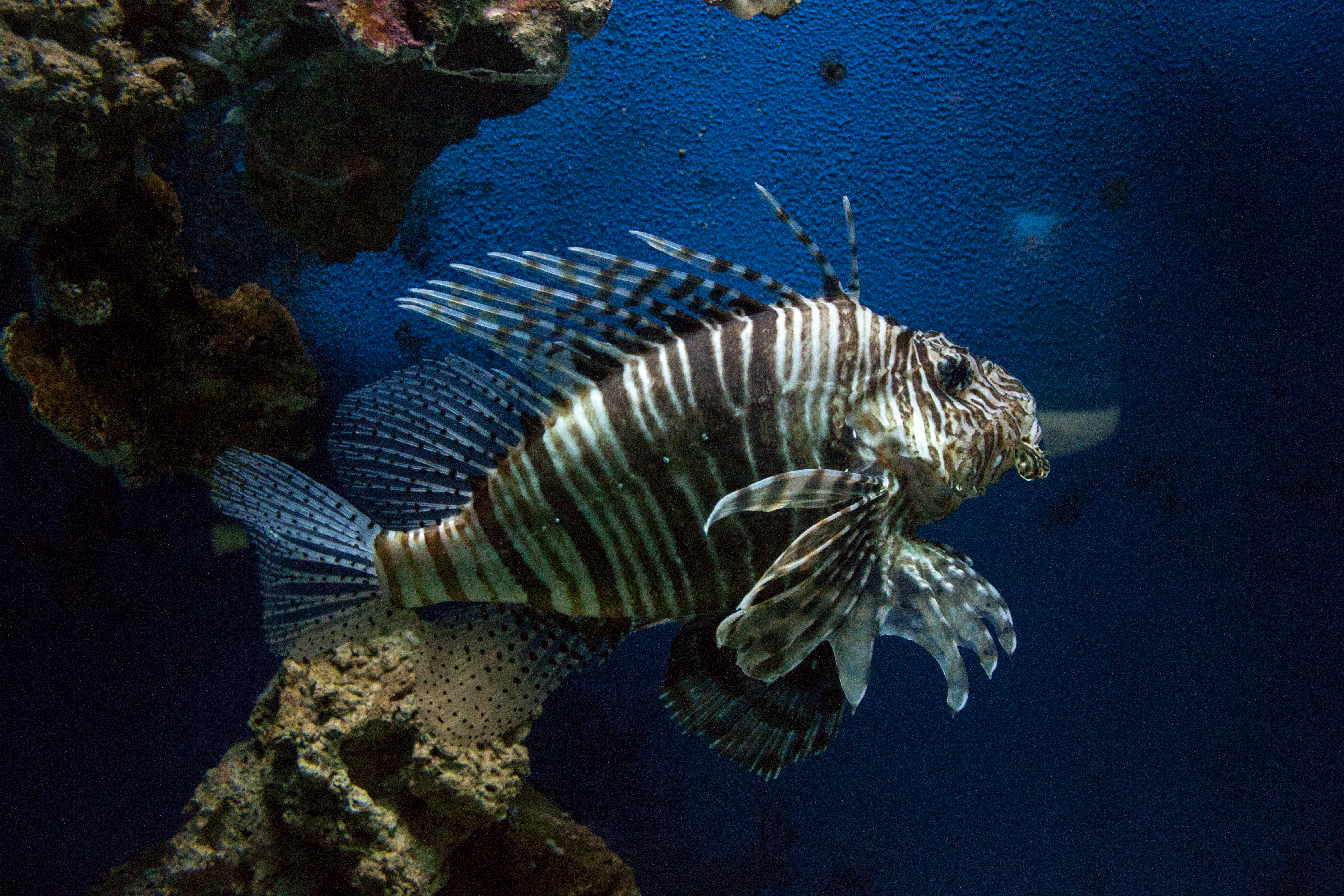
Ócenárium, Nyíregyházi Állatpark
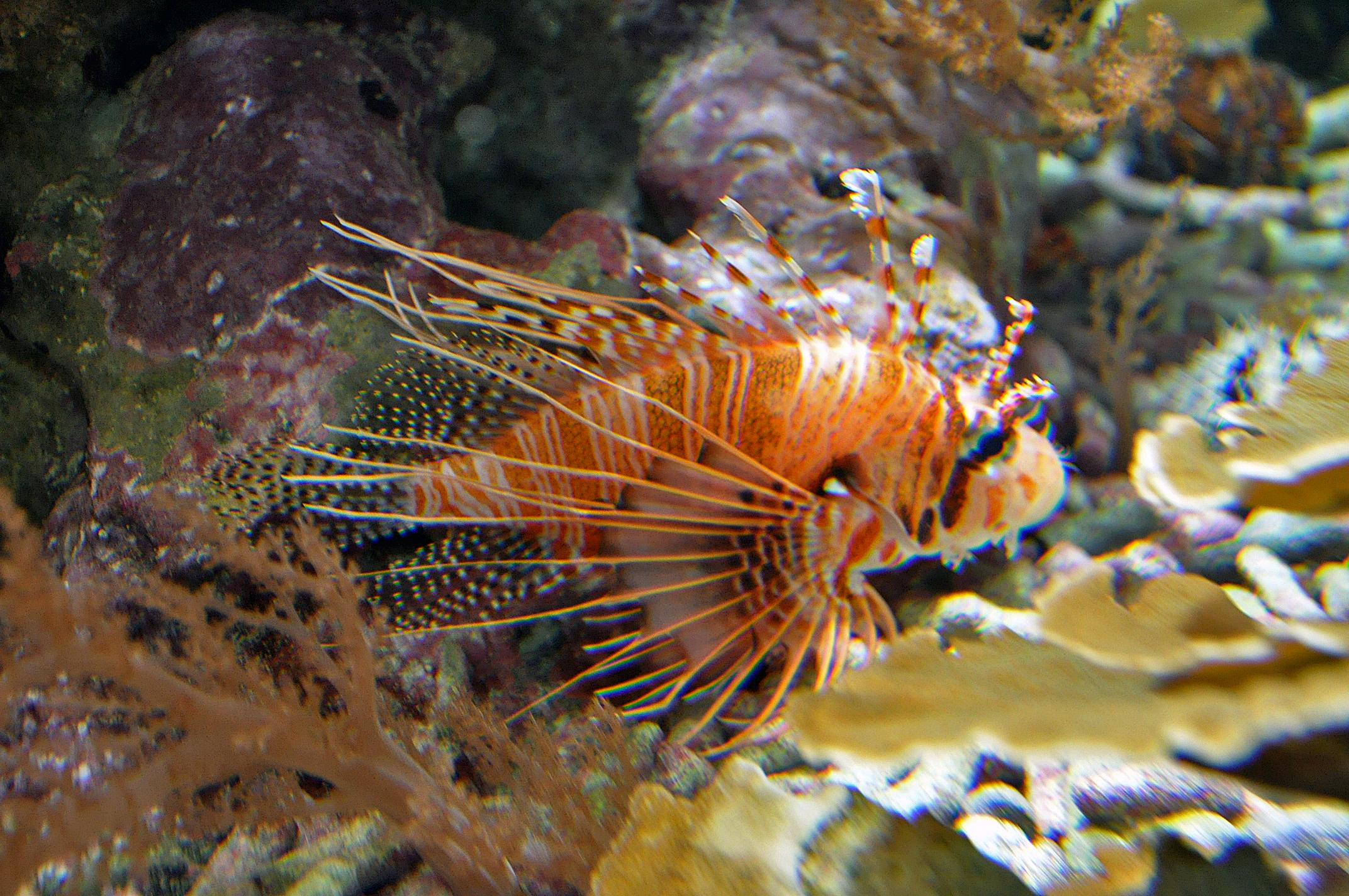
Pterois antennata, Aquazoo Düsseldorf, Németország
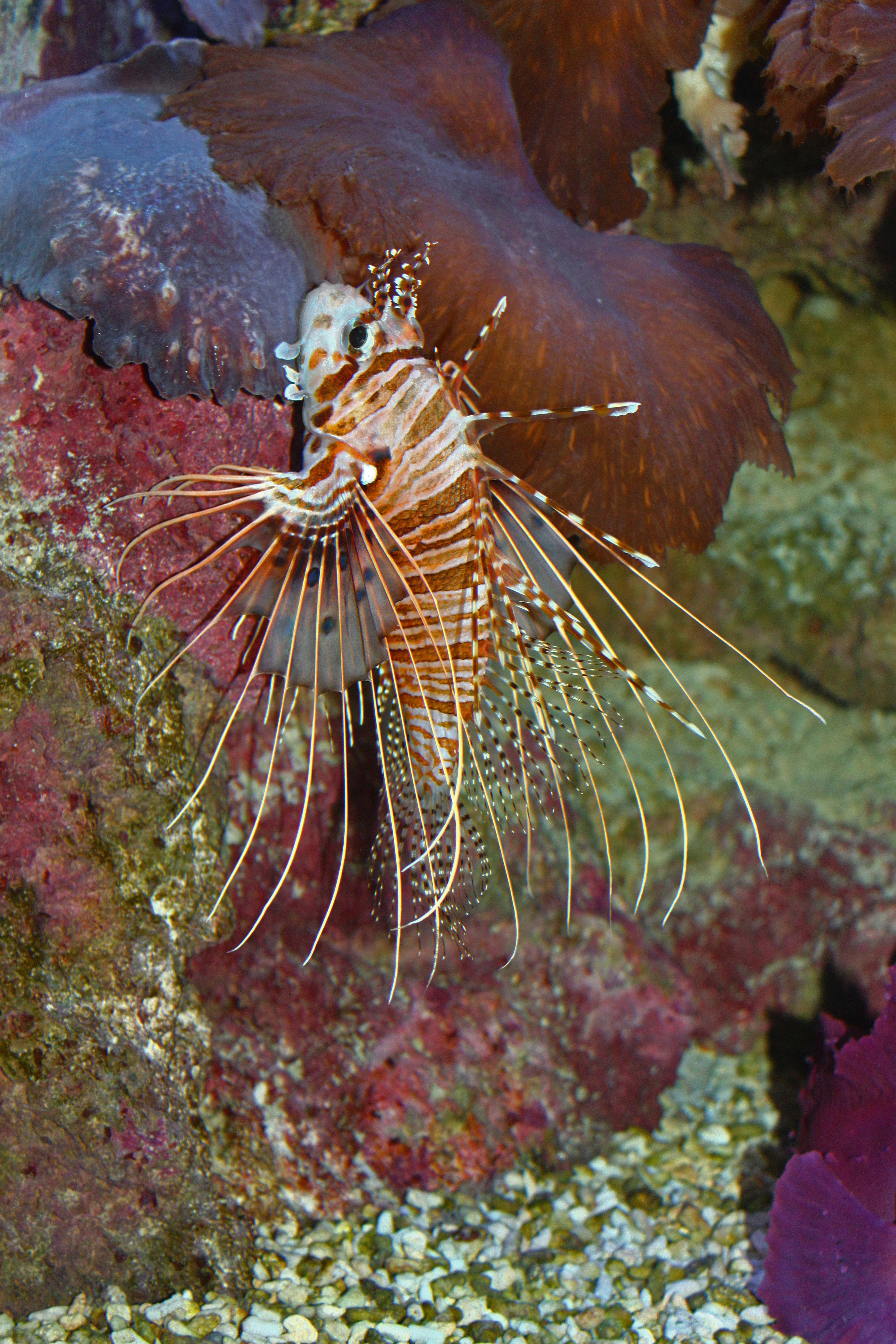
Staatliches Museum für Naturkunde Karlsruhe, Németország
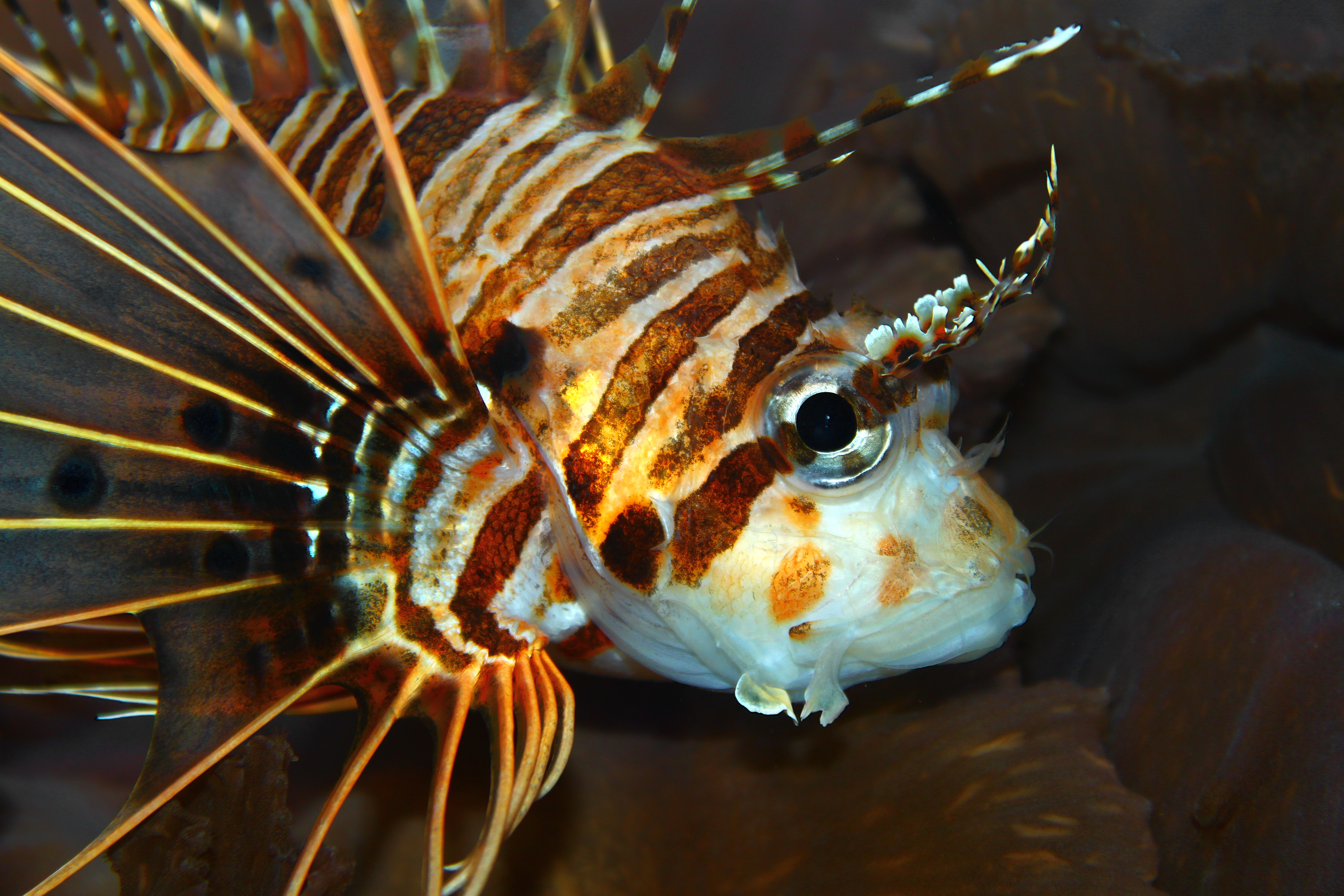
A hal feje
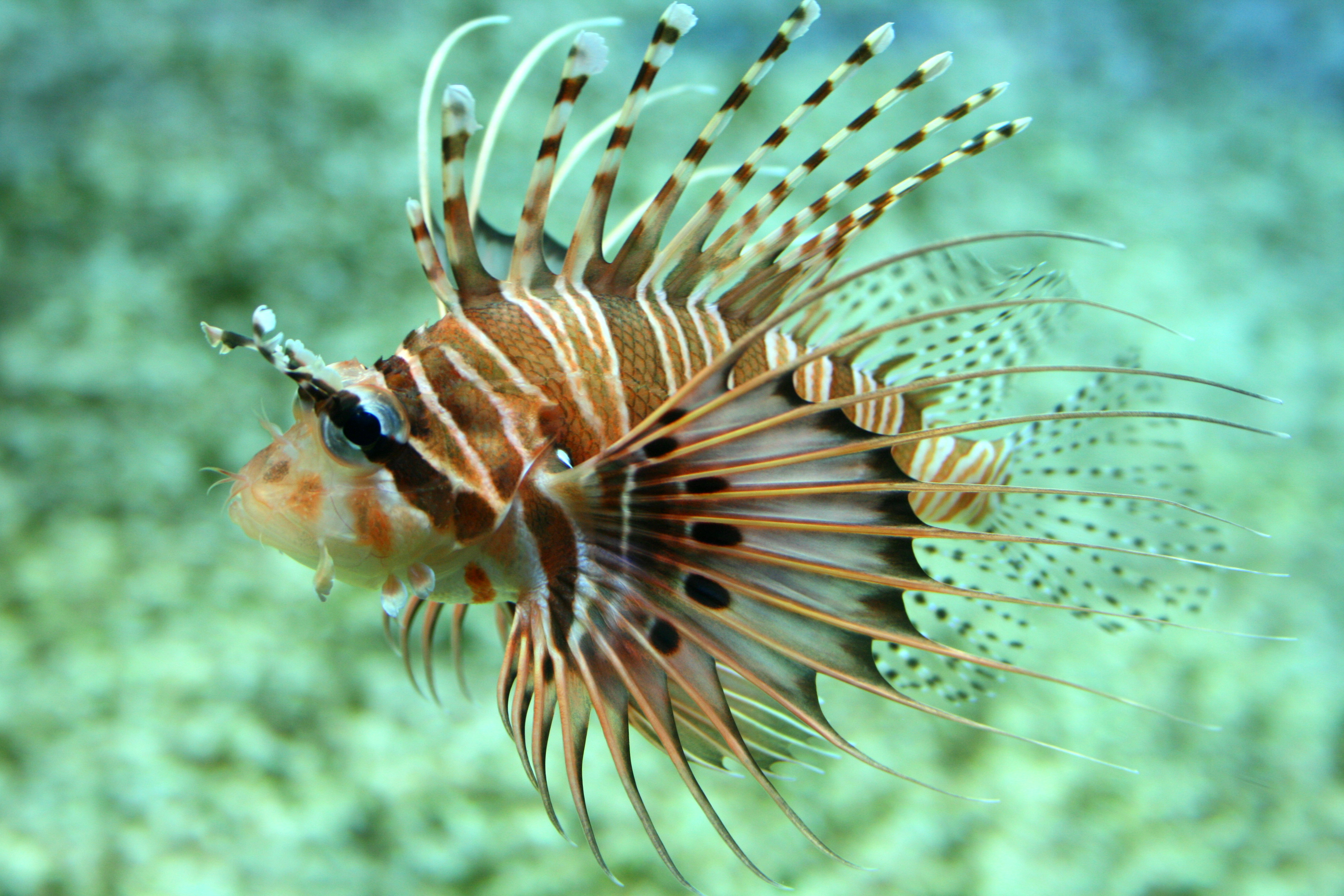
Tierpark Hagenbeck Hamburg, Németország

## Fordítás
- Ez a szócikk részben vagy egészben  a   Pterois antennata című angol Wikipédia-szócikk ezen változatának fordításán alapul.  Az eredeti cikk szerkesztőit annak laptörténete sorolja fel. Ez a jelzés csupán a megfogalmazás eredetét és a szerzői jogokat jelzi, nem szolgál a cikkben szereplő információk forrásmegjelöléseként.